# Ewald Belz
Ewald Belz (* 8. Februar 1902 in Erndtebrück; † 21. November 1978 ebenda) war ein deutscher Kommunalpolitiker und ehrenamtlicher Landrat (CDU).

## Leben und Beruf
Nach dem Schulbesuch absolvierte Belz eine Ausbildung zum Elektriker. Er legte in diesem Beruf die Meisterprüfung ab und war von 1922 bis 1978 Eigentümer eines Elektrogeschäftes. Er war verheiratet und hatte ein Kind.
Mitglied des Kreistages des Kreises Wittgenstein war er von 1946 bis zur Gebietsreform am 31. Dezember 1974. Vom 26. Oktober 1948 bis zum 20. November 1952 war er Landrat des Kreises. Neben seinen politischen Funktionen war Belz auch Amtsbrandmeister. Außerdem ging er seinem Hobby, der Geflügelzucht, nach. Bei der Bundestagswahl 1949 kandidierte er erfolglos auf der nordrhein-westfälischen Landesliste der CDU.

## Sonstiges
Am 4. August 1967 wurde Belz das Bundesverdienstkreuz am Bande und am 8. Oktober 1977 das Bundesverdienstkreuz I. Klasse verliehen.